# Eamonn Deacy
Eamonn Stephen „Chick“ Deacy (* 1. Oktober 1958 in Galway; † 13. Februar 2012 ebenda) war ein irischer Fußballspieler. Zumeist auf der linken Außenverteidigerposition und im Mittelfeld eingesetzt, war er besonders als langjähriger Spieler von Galway United (früher: Galway Rovers) bekannt und beliebt. Dazu agierte er zwischen 1979 und 1984 fünf Jahre beim englischen Erstligisten Aston Villa und war als Ergänzungsspieler am Gewinn der englischen Meisterschaft 1981 beteiligt.

## Sportlicher Werdegang

### Erste Jahre (1975–1979)
Erste Erfahrungen im organisierten Fußball sammelte der in der westirischen Stadt Galway als jüngstes von zehn Kindern geborene und aufgewachsene Deacy im Norden bei den Sligo Rovers und im Süden beim FC Limerick – beide Städte liegen jeweils etwa 100 Kilometer von Galway entfernt. Dank seiner generellen Sportbegeisterung war er dazu an anderen Sportarten interessiert und neben seinen Rugby-Aktivitäten für das St. Joseph’s College und den Galwegians RFC spielte er auch Gaelic Football. Dennoch lag sein Fokus deutlich auf dem „runden Leder“ und auf dem geplanten Weg zum Profifußball versuchte er sich in Schottland beim FC Clyde mit einem Probetraining. Schließlich nutzte er aber die Gelegenheit, sich in seiner Heimat den Galway Rovers anzuschließen. Dort war er Teil der Mannschaft, die in der Saison 1976/77 erstmals mit dem Verein am irischen Ligapokal teilnahm.
In der folgenden Spielzeit 1977/78 wurden die „Tribesmen“ erstmals für die Teilnahme an der höchsten irischen Spielklasse, der League of Ireland, zugelassen und Deacy, der sich zunächst im Mittelfeld versuchte, trug sich mit seinem Tor gegen Thurles Town in die Annalen als erster Erstligatorschütze des Vereins ein. Die sportlichen Erfolge waren jedoch mäßig und in den beiden ersten Jahren sprang nur der vorletzte Abschlusstabellenplatz heraus. Den Ambitionen von „Chick“, wie ihn sein Vater als Kind stets genannt hatte, entsprach dies nicht und so schrieb er Brief um Brief, in denen er um ein Vorspielen bat. Schließlich erhörte ihn Ron Saunders – Trainer des englischen Erstligisten Aston Villa – und im März 1979 trat Deacy den Weg nach Birmingham an.

### Aston Villa (1979–1984)
Am 15. Dezember 1979 gab er gegen Tottenham Hotspur (2:1) als Einwechselspieler sein Debüt in der höchsten englischen Spielklasse und gegen Leeds United folgte am 19. April 1980 sein erster Auftritt in der Startelf als linker Außenverteidiger. Er verschuldete dort am gegnerischen Flügelspieler Carl Harris einen Elfmeter, der jedoch keinen Schaden anrichtete und die Partie endete 0:0. In der Saison 1980/81 teilte er sich zunächst die Position auf der linken Abwehrseite mit Colin Gibson, bevor dann ab November 1980 Gary Williams zur dauerhaften Lösung im Team von Saunders wurde, das schließlich die englische Meisterschaft gewann. Deacy kam nur noch sporadisch zum Zuge und sein Beitrag zum Titel beschränkte sich insgesamt auf jeweils fünf Einsätze von Beginn an und per Einwechslungen. Die ihm zugewiesene offizielle Meistermedaille nahm er nur zögerlich an, da er das Gefühl hatte, nicht genug dafür geleistet zu haben. Nächste Bewährungschancen in der ersten Mannschaft erhielt er erst wieder im Herbst 1981 während der Abwesenheit von Kapitän Dennis Mortimer als defensiver Mittelfeldspieler, aber unter den sechs Pflichtspieleinsätzen der Saison 1981/82 war keiner im Europapokal der Landesmeister, den die Villans schließlich überraschend gewannen. Im Finale gegen den FC Bayern München (1:0) saß er nicht einmal auf der Ersatzbank, da er stattdessen bei der irischen Nationalmannschaft weilte. Nachdem er dort am 28. April 1982 gegen Algerien (0:2) seinen Einstand gegeben hatte, verlief die Amerikareise aber mit Niederlagen gegen Chile (0:1), Brasilien (0:7) sowie Trinidad und Tobago (1:2) unglücklich.
In der Saison 1982/83 bestritt Deacy auf dem rechten Außenverteidigerposten vier Ligaspiele und schoss am 5. März 1983 beim 3:2-Sieg gegen Norwich City sein erstes und einziges Pflichtspieltor für die erste Mannschaft von Aston Villa. Weiterer Höhepunkt war drei Tage zuvor seine Einwechslung im Viertelfinalhinspiel gegen Juventus Turin im europäischen Landesmeisterwettbewerb gewesen, das daheim mit einer 1:2-Niederlage geendet war – mit dem späteren 1:3 in Turin schied der Klub aus dem Europapokal aus. Im Oktober 1983 lieh man ihn dann für einen Monat an den Zweitligisten Derby County aus. Dort bestritt er fünf Ligaspiele und nach seiner Rückkehr vertrat er häufiger Stammspieler Gibson und kam mit insgesamt 13 Ligaeinsätzen in der Saison 1983/84 auf seine größte Ausbeute. Dennoch verließ er den Klub dann im Sommer 1984 und ging in seine irische Heimat nach Galway zurück.

### Zurück in Irland (1984–1991)
Bei Galway United, wie die vormaligen Rovers nun hießen, nahm man ihn dankbar wieder in die eigenen Reihen wieder auf und in den folgenden sieben Jahren bis 1991 half er dabei, den Verein in der höchsten irischen Spielklasse zu etablieren. Größte Erfolge waren 1986 der Gewinn von Vizemeisterschaft und Ligapokal sowie fünf Jahre später der Sieg im FAI Cup nach einem 2:1 im Finale gegen die Shamrock Rovers.
Der stets bescheiden und etwas schüchtern auftretende Deacy zog sich aus dem Erstligafußball schließlich zurück und widmete sich mehr dem Familienbetrieb im Obst- und Gemüsehandel, den er mit seinem Bruder Ernie führte. In Vergessenheit geriet er damit aber nicht und für seine Verdienste um den Sport in Galway verlieh ihm die Universität NUIG 2009 die Ehrendoktorwürde. Knapp zwei Jahre später erlitt er auf dem Weg zur Arbeit einen Herzinfarkt und verstarb im Alter von 53 Jahren. Kurz zuvor hatte ihn Galway United noch in die vereinseigene „Hall of Fame“ aufgenommen und der Beerdigungszeremonie wohnten über 2000 Leute bei. Im August 2012 wurde das Stadion von Galway in Eamonn Deacy Park umbenannt, anlässlich der Umbenennung trat eine „Legenden“-Mannschaft von Aston Villa gegen eine Galway-Auswahl an.

## Titel/Auszeichnungen
- Englische Meisterschaft (1): 1981
- Irischer Pokal (1): 1991
- Irischer Ligapokal (1): 1986